# John FitzAlan, XIV conde de Arundel

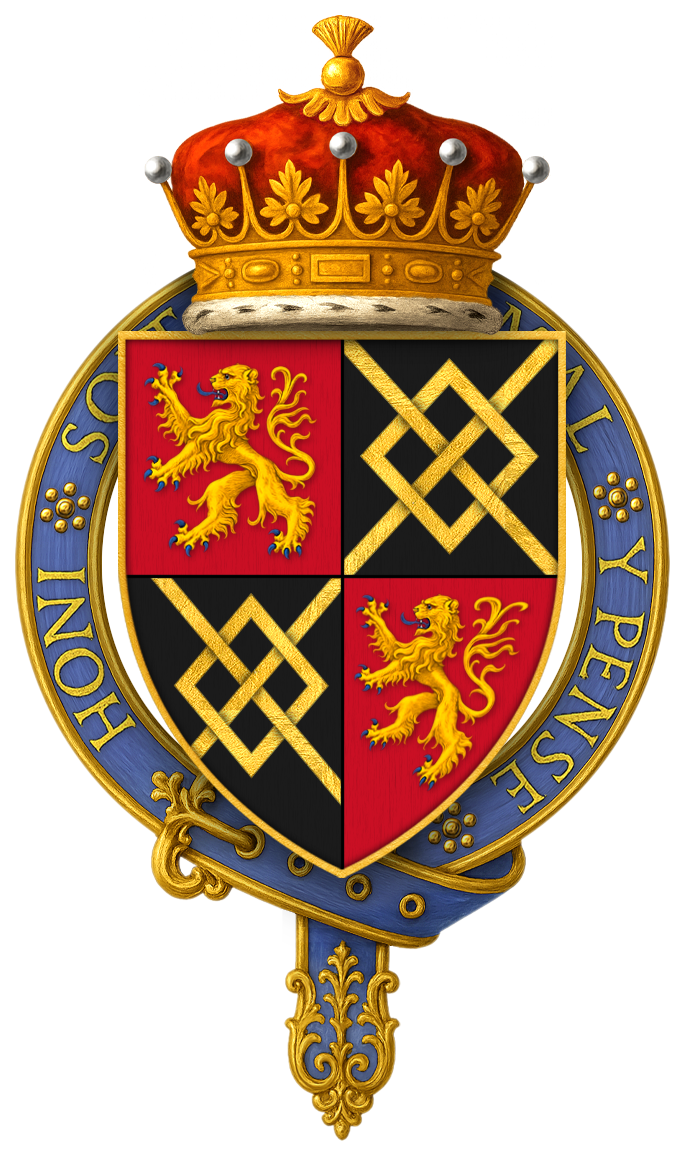
Armas de Sir John FitzAlan, VII conde de Arundel, KG - 1 y 4, gules un león rampante o (FitzAlan); 2 y 3, sable, un traste o (Maltravers)

John Fitzalan, VII conde de Arundel, IV Barón Maltravers KG (14 de febrero de 1408 - 12 de junio de 1435) fue un noble y comandante inglés en las últimas etapas de la Guerra de los Cien Años. Su padre, John Fitzalan, Barón Maltravers, reclamó durante mucho tiempo el título de conde de Arundel, que finalmente ocuparía su hijo en 1433.
Ya en 1430, Fitzalan partió a Francia, donde ocupó varios cargos de mando de importancia. Sirvió a las órdenes del Duque de Bedford, el tío de Enrique VI, que contaba a la sazón 8 años. Fitzalan participó en la recuperación de las fortalezas situadas en la región de la Île-de-Francia, y en suprimir rebeliones locales. Su carrera militar terminó, no obstante, en la Batalla de Gerbevoy en 1435. Negándose a retirarse ante un enemigo que le superaba en número, Arundel recibió un disparo en el pie y fue hecho prisionero. Hubo que amputarle la pierna, y falleció poco después a causa de las heridas. El lugar donde descansaban sus restos fue motivo de disputa hasta mediados del siglo XIX, cuando se reveló que su tumba en el castillo de Arundel contenía un esqueleto al que le faltaba una pierna.
Arundel fue considerado un gran soldado por sus contemporáneos. Había sido un exitoso comandante en Francia en un periodo de declive para los ingleses, y su muerte fue una gran pérdida para Inglaterra. Fue sucedido su hijo Humphrey, que no llegó a la edad adulta. El título de Conde de Arundel paso su hermano menor, William.

## Familia
John Fitzalan nació en Lytchett Matravers en Dorset el 14 de febrero de 1408. Era hijo de John Fitzalan, III Barón Maltravers (1385–1421) y Eleanor (d. 1455), hija de Señor John Berkeley de Beverstone, Gloucestershire. John Fitzalan el mayor, al ser tataranieto de Richard FitzAlan, IV conde de Arundel, hizo una reclamación al título de conde tras la muerte de Thomas Fitzalan, V conde de Arundel, en 1415. La reclamación contó con la oposición de las tres hermanas de Thomas y sus familias, destacando la de Elizabeth FitzAlan, esposa de Thomas de Mowbray, I duque de Norfolk. Es discutible si Maltravers ostentó en algún momento el título de Conde de Arundel; fue convocado al parlamento bajo este título una vez, en 1416, pero en ninguna otra ocasión. A su muerte en 1421, la reclamación fue continuada bajo su hijo, y no sería hasta 1433 cuando el parlamento confirmó el título al joven John FitzAlan, pese a las protestas de los Mowbrays. Cuatro años antes, en julio de 1429, había recibido las propiedades y el título de su difunto padre.
De niño, se acordó el matrimonio de John Fitzalan con Constance, hija de John Cornwall, Barón Fanhope, y a través de su madre Isabel, nieta de Juan de Gante. El matrimonio pudo o no haberse celebrado, pero Constance había muerto en 1429, cuando John se casó con Maud, hija de Robert Lovell. FitzAlan fue armado caballero en 1426 junto con el Enrique VI, cuando se le menciona como "Dominus de Maultravers" ("Lord Maltravers"). En verano de 1429  fue convocado al parlamento, en esta ocasión como "Johanni Arundell' Chivaler", indicando que ahora era Lord Arundel. En 1430, sin embargo, en una indenture para servicio con el rey en Francia, era llamado Conde de Arundel, un título que también utilizó. Cuando finalmente su título fue confirmado en 1433, esta decisión llevaba aparejada la posesión del castillo de Arundel.[6][4] En realidad, esta concesión era una recompensa a los servicios militares prestados por John Fitzalan en Francia.

## Servicio en Francia

Arundel El castillo era la residencia principal del FitzAlan familia, pero John FitzAlan gastó la mayoría de los años de 1430 hasta su muerte en Francia.

John Fitzalan padre había sido un destacado soldado en la Guerra de los Cien Años bajo Enrique V, y su hijo pronto siguió sus pasos. El 23 de abril de 1430, Fitzalan partió a Francia junto al Conde de Huntingdon. Pronto se hizo un nombre como soldado, sirviendo a las órdenes del tío del rey, Juan, Duque de Bedford. En junio participó en el sitio de Compiègne, donde Juana de Arco acababa de ser capturada. Más tarde, levantó el asedio de Anglure con la ayuda de los Borgoñones. El 17 de diciembre de 1431, estuvo presente en la ceremonia en la que se coronó a Enrique VI como rey de Francia en París, donde se distinguió en el torneo. El éxito militar de FitzAlan hizo que se le nombrara para numerosos puestos de mando; en noviembre de 1431, fue hecho lugarteniente  de la guarnición de Rouen, y poco después también capitán de Vernon. En enero de 1432 fue nombrado capitán de Verneuil. En la noche del 3 de febrero fue capturado por sorpresa mientras estaba en cama en la Gran Torre del castillo de Rouen cuando una banda de soldados franceses de la cercana Ricarville logró tomar el castillo. Arundel fue izado por las murallas en una cesta y logró escapar. Los agresores no pudieron conservar el castillo, porque Marshall Boussac no quiso guarnecer la ciudad; Guillaume de Ricarville tuvo que rendirse doce días más tarde. En abril de 1432, FitzAlan fue premiado para sus acciones abriendo expediente en la Orden de la Jarretera. En una acción separada de Rouen Arundel fue enviado a rescatar Santo Lo de un ataque del duque de Alençon, después de que el capitán de la ciudad, Raoul Tesson hubiera sido nombrado para reemplazar a Suffolk, capturado en la Batalla de Jargeau. El francés retrocedido hasta Mont St Michel, desde donde continuaron atacando ciudades anglonormandas, como Granville en 1433.
Desde comienzos de 1432, Fitzalan dirigió varios comandos regionales en el norte de Francia. Una de sus tareas era recuperar fortalezas en la región de la Île-de-France, que acometió con bastante éxito. En Lagny-sur-Marne derribó el puente para evitar que los ciudadanos alcanzaran el castillo, pero no puede tomar la fortificación. En diciembre fue nombrado comandante regional de la Alta Normandía, pero tuvo que defender la ciudad de Sées de un asedio.  El 10 de marzo de 1433, otorgó un perdón a los habitantes de la ciudad después de que la población fuera recuperada de los Armangnacs.
En julio, Arundel fue hecho Teniente general de Baja Normandía. El conde continuó recuperando fortalezas perdidas que pertenecían a Ambroise de Loré. Bonsmoulins fue tomada con facilidad, pero la familia  Loré había ocupado Santa-Céneri. Después de tres meses de bombardeo se abrió una brecha en los muros y murieron la mayor parte de los defensores. El resto pudo marchar sin daños.
En el Condado de Alençon, un joven, alto y brioso conde dirigió la campaña que probablemente tuvo lugar en 1433, recuperando Saint-Célerin, Sillé-le-Guillaume, donde hubo una breve escaramuza.  Los Armagnacs reclamaron la entrega de los rehenes en el castillo; Arundel fingió estar de acuerdo y partió. Apenas los Armangnacs se dieron la vuelta, Arundel regresado y tomó el castillo por asalto. Y por 1434 Beaumont-le-Vicomte.  En diciembre de 1433, Bedford le renovó su mandato en Alta Normandía y le nombró capitán de Pont-de-l'Arche.
En esta época, el Conde de Arundel pudo haber regresado brevemente a Inglaterra en mayo de 1434, mientras trataba de reunir tropas para una expedición inglesa a Francia. Pero el Duque de Bedford tuvo que pedir préstamos para hacer frente a las soldados en la campaña de Maine.  Aquella Primavera se reunió en París por Talbot con casi 1000 hombres provenientes de Inglaterra. En mayo fue sustituido como teniente de  Alta Normandía por John Talbot, I conde de Shrewsbury, y recibió a cambio el mando de las tropas entre los ríos Sena y Loira. Esto significó en la práctica que ambos compartían el mando de Normandía, con Talbot al este del Sena y Arundel al oeste. Ambos combinaron sus fuerzas capturando Beaumont-sur-Oise, y Creil, que fue tomado el 20 de junio de 1434.  En verano, Arundel capturó las fortalezas regionales de Mantes-Chartres; y durante un tiempo los Armagnacs dejaron de ser una amenaza  para París.
El 8 de septiembre, Arundel fue creado Duque de Turena - una área en posesión de los franceses. La concesión se hizo para recompensar sus servicios, pero también con la esperanza de que lanzara una campaña en la zona. En octubre fue nombrado capitán de Santo-Lô, donde tuvo que enfrentarse con una rebelión en Bessin. El Duque de Alençon estaba intentado aprovechar la revuelta para controlar Avranches, pero Arundel evitó el avance francés y puso fin a la rebelión.
A comienzos de 1435 estalló una revuelta popular en Normandía occidental. Arundel recibió instrucciones de reforzarse en Rouen para proteger Caen. A Arundel se le unió otro teniente general, Lord Scales, desde Domfront, que había sido enviado para aliviar Avranches. El duque de Alençon intentó construir una fortaleza en Savigny, pero cuando los ingleses lo descubrieron, solicitaron el bailli de Cotentin para derribarlo. Arundel fue enviado al mando de 800 hombres, a recuperar Rue y se enteró de que La Hire estaba fortificando Gerberoy, sólo 37 millas al este de Rouen. Talbot había despejado la Picardía, pero cuando Arundel llegó descubrió para su sorpresa que La Hire y Poton de Xantrailles habían ocupado ya la fortaleza, con lo que sólo podía luchar o montar un asedio.

## Muerte y consecuencias

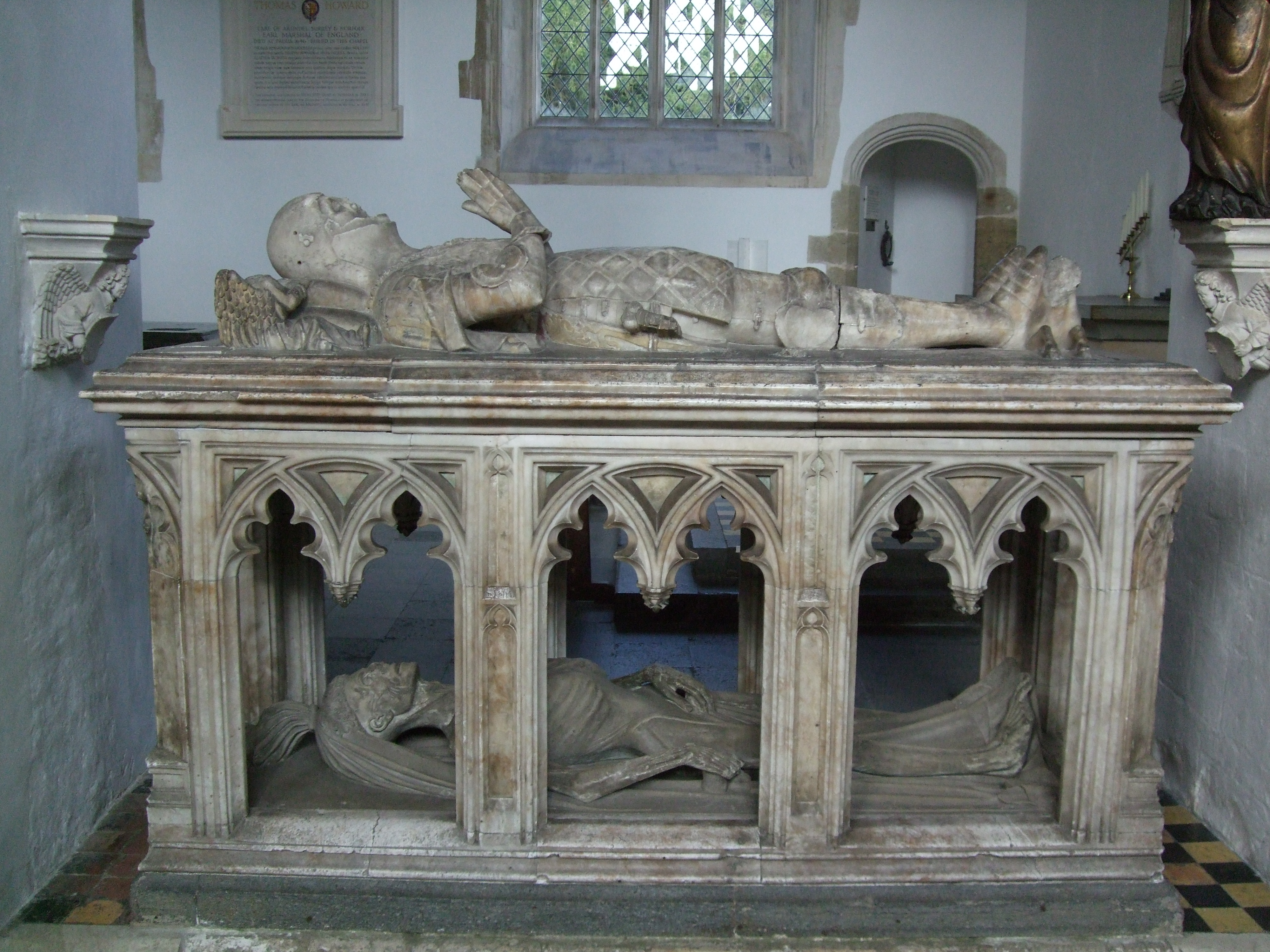
Memento mori de John FitzAlan, que fue abierto en 1857, para mostrar un esqueleto al que le falta una pierna.

En la noche de 31 de mayo al 1 de junio de 1435, Arundel estaba en Mantes-la-Jolie en la Île-de-France, cuando recibió órdenes de ir al norte a Gournay-sur-Epte (ahora Gournay-en-Bray). Cuando fue informado de que los franceses habían tomado la cercana fortaleza de Gerberoy, se movió con rapidez para atacar. Los ingleses se encontraron con una gran fuerza francesa en Gerberoy. Muchos huyeron hacia Gournay en pánico, pero Arundel resistió y presentó batalla. Durante el choque, Arundel perdió a muchos de sus hombres y fue herido en el pie por un disparo de culebrina, un primitivo mosquete. Gravemente herido, fue llevado prisionero por los franceses y llevado a Beauvais. Según el historiador francésThomas Basin, Arundel se sentía humillado por su derrota y se negó a recibir tratamiento por la herida en su pie. Finalmente hubo que amputar su pierna, pero no se pudo salvar su vida; murió el 12 de junio de 1435, privando a los ingleses de uno de su más jóvenes y capaces comandantes militares. Fue sustituido en el mando por Thomas Scales.
Hubo mucha incertidumbre en cuanto al destino del cuerpo del conde.  El cronista francés Jehan de Waurin afirmó que Arundel sencillamente había sido enterrado en Beauvais. A mediados del siglo XIX, no obstante, el capellán del Duque de Norfolk encontró el testamento del escudero de Arundel, Fulk Eyton, que había muerto en 1454. Eyton mantenía allí que había asegurado el cuerpo del conde y lo había llevado de vuelta a Inglaterra, por lo que había recibido un pago de 1400 Marcos. El cuerpo fue desenterrado y repatriado, tras lo que fue sepultado en la capilla Fitzalan del castillo de Arundel, según el expreso deseo del conde. El 16 de noviembre de 1857, la tumba en la capilla de Arundel con la efigie del conde fue abierta. En ella se encontró un esqueleto de seis pies de estatura al que le faltaba una pierna.
La carrera de Arundel tuvo lugar en un momento de declive general de los ingleses en Francia. Había sido un militar inusualmente exitoso. Su muerte fue lamentada en Inglaterra y celebrada en Francia. Se habla de él como el "Aquiles inglés"; el historiador Polydore Vergil le llamó "un hombre de singular valor, constancia, y gravedad." Con su mujer, Maud,  tuvo un hijo, Humphrey, nacido el 30 de enero de 1429. Humphrey sucedió a su padre, pero murió el 24 de abril de 1438, mientras todavía era menor. El hermano menor de John FitzAlan, William, era el siguiente en la línea de sucesión. William había nacido en 1417 y fue creado Conde de Arundel en 1438, a la mayoría de edad.

### Secundarias
- Barker, J. (2012). Conquest: The English Kingdom of France 1417–1450. Harvard University Press. Archivado desde el original el 12 de junio de 2018.
- C de Beaurepaire, Les Etats d e Normandie sous la Domination Anglaise 1422-1435, Évreux 1859
- Varios autores (1910-1911). «Encyclopædia Britannica».  En Chisholm, Hugh, ed. Encyclopædia Britannica. A Dictionary of Arts, Sciences, Literature, and General information (en inglés) (11.ª edición). Encyclopædia Britannica, Inc.; actualmente en dominio público.
- L Douet-D'Arcq, (ed.), La Chronique d'Enguerran de Montsrelet, Paris, 1859–62, vols 3–6.
- A J R Pollard, John Talbot and the War in France, 1427–1453, London and New Jersey, 1983
- Thomas Rymer, ed., Foedera, Conventiones, Litterae, London, 1726–35, 10 vols.
- Very Rev Canon Tierney, "Discovery of the Remains of John, 7th Earl of Arundel", Sussex Archaeological Collections, vol.12, (1860), pp. 232–9
- J H Wylie, The History of England under Henry the Fifth (1896)

- Datos: Q3809262
- Multimedia: John FitzAlan, 14th Earl of Arundel / Q3809262